# Godby högar

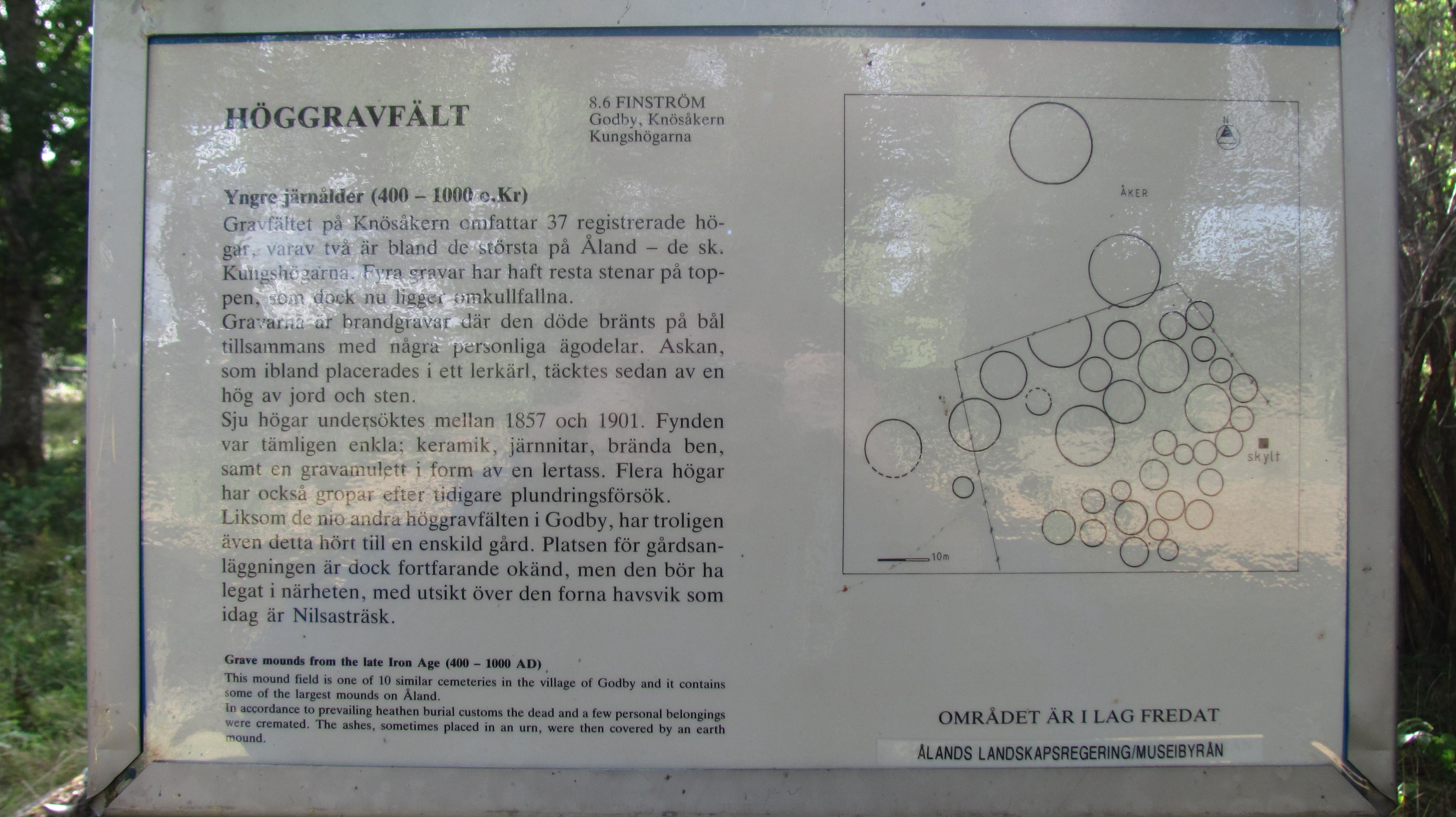
Informationsskylt om fornlämningen

Godby högar är ett gravfält från yngre järnåldern vid Godby, Finström, Åland. 37 gravhögar har identifierats på gravfältet som även kallas Knösåkern eller Kungsåkern. De största gravhögarna har en diameter på över 15 meter, vilket gör att de tillhör Ålands största gravhögar. Utgrävningar vid mitten av 1800-talet ledda av Karl Bomansson och  vid sekelskiftet 1900 ledda av Björn Cederhvarf avslöjade att det rör sig om brandgravar med centralt placerat stenröse varöver en hög av sand byggts. I övrigt gav utgrävningarna inga anmärkningsvärda fynd. Denna typ av gravar kallas ofta knös på Åland.
Gravfält vid Godby har ett par av högarna, de största gravhögarna på Åland. De mäter ända upp till 5 meter i höjd. På samma gravfält finns flera skeppssättningar. Även andra för Sverige utmärkande gravformer och minnesmärken, såsom triangelformade gravar, treuddar och bautastenar, äro kända på Åland.

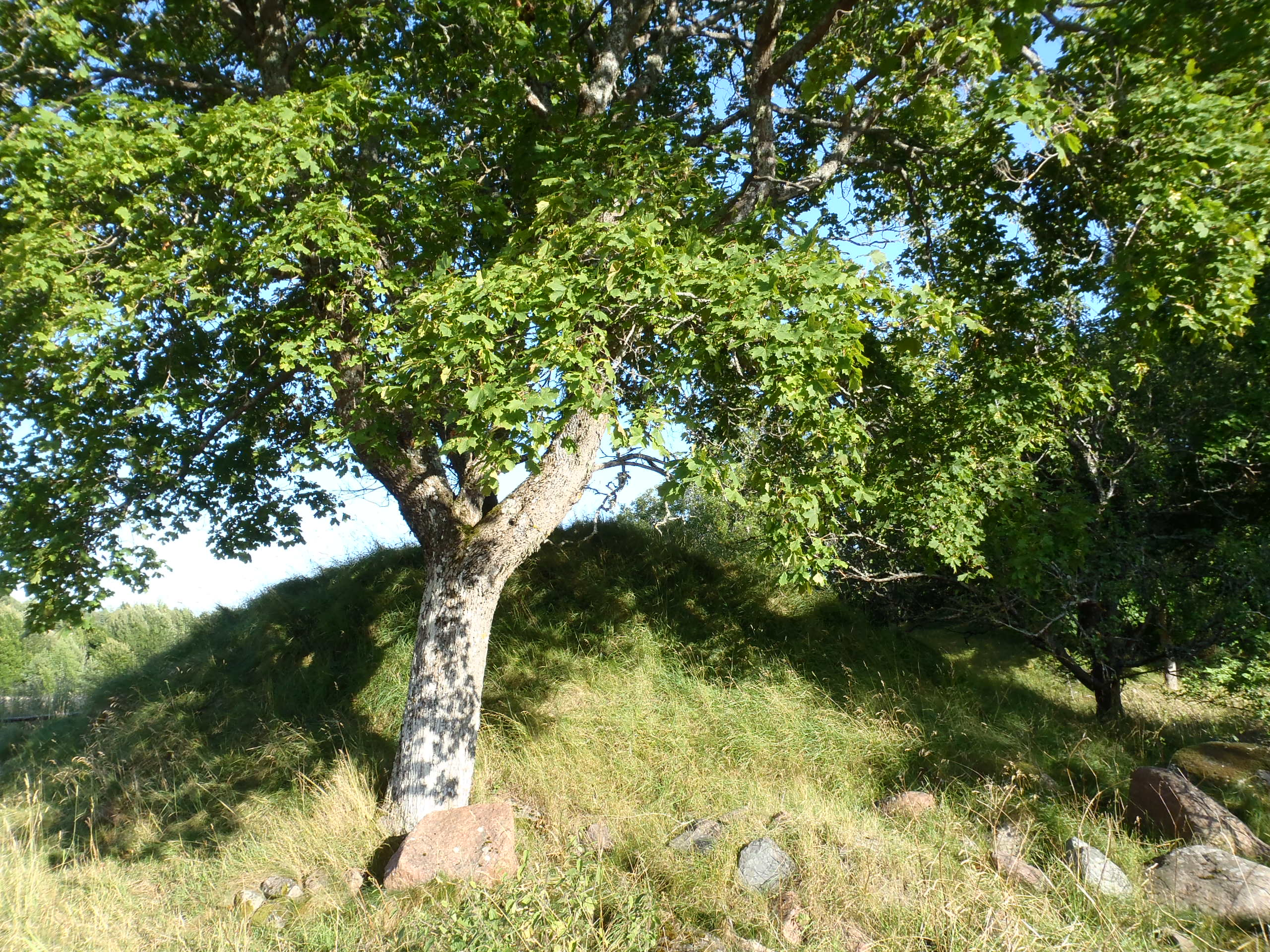
En av gravhögarna på Godbygravfältet